# Onze-Lieve-Vrouw-van-Coromotokerk
Onze-Lieve-Vrouw-van-Coromotokerk (Papiaments: Parokia La Birgen di Coromoto) is een kerkgebouw in Kralendijk, Bonaire. Zij bevindt zich in de wijk Antriol aan de Kaya Korona en is gewijd aan de Mariadevotie van Onze Lieve Vrouw van Coromoto, patrones van het naburige Venezuela.
Op verzoek van de gelovigen uit Antriol en Nort di Saliña, die zich van de parochie Sint Bernardus wensten af te splitsen, werd de derde en jongste rooms-katholieke parochie van Bonaire gesticht. Aanzet tot de bouw van de kerk gaf pater Nooyen, die na de inwijding in november 1955 haar eerste pastoor was. De kerkorgel, gebouwd door S. de Wit & Zn., stond aanvankelijk in de Lydiakapel in Dordrecht. Na sluiting van de kapel en tijdelijke plaatsing in de Grote Kerk van Dordrecht werd deze geschonken.
In 1965 werd de parochie als eerste in het Caribisch deel van het Koninkrijk ingelijfd in de internationale Sint-Vincentiusvereniging.